# 1874 v športu
1874 v športu.

## Ameriški nogomet
- Univerza Harvard igra z Univerzo McGill pod mešanimi nogometnimi in ragbijskimi pravili, prva tekma ameriškega nogometa

## Bejzbol
- Tretji zaporedni naslov za Boston Red Stockings

## Golf
- Odprto prvenstvo Anglije - zmagovalec Mungo Park

## Nogomet
- 14. marec - FA Cup: Oxford University A.F.C. premaga Royal Engineers A.F.C. z 2-0
- marca ustanovljen Aston Villa F.C.
- ustanovljen Bolton Wanderers F.C. kot Christ Church FC

## Veslanje
- Regata Oxford-Cambridge - zmagovalec Cambridge

## Rojstva
- 20. januar — Steve Bloomer, britanski nogometaš ter igralec kriketa in bejzbola
- 17. februar — Eugen Schmidt, danski športni strelec in atlet
- 24. februar — Honus Wagner, ameriški igralec bejzbola
- 21. marec — Alfred Tysoe, britanski atlet
- 19. maj — Gilbert Jessop, britanski igralec kriketa
- 22. junij — Viggo Jensen, danski dvigovalec uteži, športni strelec, telovadec in atlet